# Črneška Gora
Črneška Gora je naselje v Občini Dravograd.